# Rianne Sigmond
Rianne Sigmond (Schiedam, 2 de mayo de 1984) es una deportista neerlandesa que compitió en remo.
Ganó una medalla de oro en el Campeonato Mundial de Remo de 2013, en la prueba de cuatro scull ligero. Participó en los Juegos Olímpicos de Londres 2012, ocupando el octavo lugar en la prueba de doble scull ligero.

## Palmarés internacional
| Campeonato Mundial | Campeonato Mundial      | Campeonato Mundial | Campeonato Mundial  |
| Año                | Lugar                   | Medalla            | Prueba              |
| ------------------ | ----------------------- | ------------------ | ------------------- |
| 2013               | Chungju (Corea del Sur) | Medalla de oro     | Cuatro scull ligero |